# A Kylie Christmas
Az A Kylie Christmas az ausztrál énekesnő, Kylie Minogue ötödik középlemeze, mely 2010. november 30-án jelent meg a Parlophone gondozásában. Az 1953-as dal, a „Santa Baby” Minogue által feldolgozott verziója először a 2000-ben megjelent „Please Stay” kislemez B-oldalán került kiadásra. Minogue 2010. december 10-én feltöltötte a „Let It Snow” videóját a hivatalos YouTube csatornájára.
Egy másik EP is megjelent A Christmas Gift címmel, melyen néhány dal szerepelt tizenegyedik stúdióalbumáról az Aphrodite-ról.

## Számlista
| 1. | Let It Snow | Sammy Cahn, Jule Styne                      | 1:57 |
| 2. | Santa Baby  | Joan Javits, Philip Springer, Tony Springer | 3:22 |

| 1. | Aphrodite              | Nerina Pallot, Andy Chatterley                                          | 3:47 |
| 2. | Can’t Beat the Feeling | Hannah Robinson, Pascal Gabriel, Borge Fjordheim, Matt Prime, Richard X | 4:10 |
| 3. | Santa Baby             | Javits, P. Springer, T. Springer                                        | 3:23 |

## Albumlistás helyezések
| A Kylie Christmas (2010)             | Legjobb helyezés |
| ------------------------------------ | ---------------- |
| Egyesült Királyság (Brit albumlista) | 188              |

## Slágerlista
| Santa Baby (2010)                       | Legjobb helyezés |
| --------------------------------------- | ---------------- |
| Ausztrália (ARIA Charts)                | 85               |
| Egyesült Királyság (Brit kislemezlista) | 132              |

## Megjelentetés
| Ország             | Dátum              | Kiadó            | Formátum           | Verzió            |
| ------------------ | ------------------ | ---------------- | ------------------ | ----------------- |
| Egyesült Királyság | 2010. november 30. | Parlophone       | Digitális letöltés | A Kylie Christmas |
| Egyesült Államok   | 2010. november 30. | Astralwerks      | Digitális letöltés | A Kylie Christmas |
| Egyesült Királyság | 2010. december 1.  | Parlophone       | Digitális letöltés | A Christmas Gift  |
| Ausztrália         | 2010. december 12. | Mushroom Records | Digitális letöltés | A Kylie Christmas |
| Új-Zéland          | 2010. december 12. | Mushroom Records | Digitális letöltés | A Kylie Christmas |